# Euxoa islyana
Euxoa islyana är en fjärilsart som beskrevs av Charles Oberthür. Euxoa islyana ingår i släktet Euxoa och familjen nattflyn. Inga underarter finns listade i Catalogue of Life.